# Benavente y Los Valles
Benavente y Los Valles és una de les comarques naturals i històriques de la província de Zamora, el cap comarcal és Benavente, amb una població de 20000 habitants, i que també és cap de partit judicial. Les parròquies estan repartides entre els bisbats de Zamora i d'Astorga.

## Municipis
- Alcubilla de Nogales.
- Arcos de la Polvorosa.
- Arrabalde.
- Ayoó de Vidriales.
- Barcial del Barco.
- Benavente.
- Bretó.
- Bretocino.
- Brime de Sog.
- Brime de Urz.
- Burganes de Valverde.
- Calzadilla de Tera.
- Camarzana de Tera.
- Castrogonzalo.
- Coomonte.
- Cubo de Benavente.
- Fresno de la Polvorosa.
- Friera de Valverde.
- Fuente Encalada.
- Fuentes de Ropel.
- Granja de Moreruela.
- Granucillo.
- Maire de Castroponce.
- Manganeses de la Polvorosa.
- Matilla de Arzón.
- Melgar de Tera.
- Micereces de Tera.
- Milles de la Polvorosa.
- Morales de Rey.
- Morales de Valverde.
- Navianos de Valverde.
- Pobladura del Valle.
- Pueblica de Valverde.
- Quintanilla de Urz.
- Quiruelas de Vidriales.
- San Cristóbal de Entreviñas.
- San Miguel del Valle
- San Pedro de Ceque.
- Santa Colomba de las Monjas.
- Santa Cristina de la Polvorosa.
- Santa Croya de Tera.
- Santa María de la Vega.
- Santa María de Valverde.
- Santibáñez de Tera.
- Santibáñez de Vidriales.
- Santovenia.
- La Torre del Valle.
- Uña de Quintana.
- Valdescorriel
- Vega de Tera.
- Villabrázaro.
- Villaferrueña.
- Villageriz.
- Villanázar.
- Villanueva de Azoague.
- Villanueva de las Peras.
- Villaveza de Valverde.
- Villaveza del Agua.